# Nowojełyzawetiwka (obwód odeski)
Nowojełyzawetiwka (ukr. Новоєлизаветівка) – wieś na Ukrainie, w obwodzie odeskim, w rejonie berezowskim, w hromadzie Znamjanka. W 2001 liczyła 372 mieszkańców, spośród których 371 wskazało jako ojczysty język ukraiński, a 1 rosyjski.